# Hryżynci
Hryżynci (ukr. Грижинці) – wieś na Ukrainie, w obwodzie winnickim, w rejonie winnickim. W 2001 liczyła 769 mieszkańców, wśród których 741 wskazało jako język ojczysty ukraiński, 27 rosyjski, a 1 białoruski.